# Mordellistena lawrenci
Mordellistena lawrenci es una especie de coleóptero de la familia Mordellidae.

## Distribución geográfica
Habita en el este de África.